# Queen's Theatre (Burslem)
El Queen's Theatre (originalmente Queen's Hall) es un edificio teatral situado en Wedgwood Street en el centro de  Burslem, Stoke-on-Trent, Inglaterra. 
Es un edificio catalogado de Grado II, catalogado el 19 de abril de 1972.

## Historia
Se encargó como ayuntamiento de Burslem, para reemplazar el ayuntamiento construido en la década de 1850, y fue construido por los arquitectos Russell y Cooper. Completado en 1911, después de que la Federación de Stoke-on-Trent en 1910 hiciera obsoleto su propósito original, se inauguró como Queen's Theatre, un lugar para teatro, conciertos y otros entretenimientos.
Requiriendo reparaciones, cerró en 1998. A partir de 2003 se produjeron eventos ocasionalmente; cerró de nuevo en 2014.

### Arquitectura
La portada, revestida de sillar, tiene un pórtico de altura completa con tres pares de columnas corintias y un entablamento encima; hay un ático sin ventanas encima de esto. Hay una gran puerta entre cada par de columnas.
A la derecha de la fachada principal se encuentra un ala del edificio, de dos plantas, con diez ventanas en cada planta y una entrada. Se supone que esta parte, al ser menos ornamentada, se creó después de que se supiera que el edificio ya no estaba destinado a ayuntamiento.
El vestíbulo tiene una escalera de mármol blanco en cada extremo. El auditorio tiene balcones traseros y laterales, y un techo con yeserías decorativas y grandes lámparas Art déco.